# Rugantino
Rugantino es una película de comedia italiana de 1973 dirigida por Pasquale Festa Campanile.
Está basado en el musical escénico del mismo nombre de Pietro Garinei y Sandro Giovannini.

## Argumento
Roma, 1800. Rugantino es un tonto enamorado que se enfurece eternamente, aunque tiene mucha mala suerte en las historias de amor y en las ocasiones fructíferas. De hecho, es denunciado por intentar robarle su herencia al tío anciano, aparentemente creyendo que se está muriendo y Rugantino condenado a tortura pública de un escudero. Rugantino está enamorado de la joven casada Rosetta, a quien parece amar por su inocencia e ineptitud. Luego, el joven es acusado de asesinar a un noble romano y condenado a muerte. Su suerte está echada y, tras pasar unos días en la cárcel, Rugantino es decapitado.

## Reparto
- Adriano Celentano: Rugantino.
- Claudia Mori: Rosetta.
- Renzo Palmer: cardenal Severini.
- Maria Grazia Spina: Donna Marta Capitelli.
- Sergio Tofano: Marqués Michele Sacconi.
- Toni Ucci: Don Niccolò Capitelli.
- Paolo Stoppa: Maestro Titta.
- Riccardo Garrone: príncipe, hermano de Niccolò.
- Sandro Merli: Oste.
- Guglielmo Spoletini: Gnecco.
- Pippo Franco: Frascatano.
- Enzo Robutti: pintor.
- Renato Baldini: noble.
- Elio Pandolfi: voz blanca.
- Vincenzo Crocitti: burino.
- Alvaro Vitali: mendigo.